# خانعلی دره‌سی
خانعلی دره سی یک روستا در ایران است که در دهستان انگوت شرقی واقع شده‌است. خانعلی دره سی ۳۱ نفر جمعیت دارد.